# Publius Manlius Capitolinus
Pour les articles homonymes, voir Manlius Capitolinus.
Publius Manlius Capitolinus est un homme politique de la République romaine, élu deux fois tribun militaire à pouvoir consulaire entre 379 et 367 av. J.-C. et nommé dictateur en 368 av. J.-C.,.

## Famille
Il appartient aux Manlii Capitolini, branche de la gens patricienne Manlia. Il est le fils d'Aulus Manlius Vulso Capitolinus, trois fois tribun consulaire entre 405 et 397 av. J.-C., et petit-fils d'un Aulus Manlius. Son nom complet est Publius Manlius A.f. A.n. Capitolinus. Il pourrait être le frère de Lucius Manlius Capitolinus Imperiosus, dictateur en 363 av. J.-C.

## Biographie

### Premier tribunat consulaire (379)
En 379 av. J.-C., il est tribun militaire à pouvoir consulaire, avec cinq ou sept autres collègues, dont trois ou cinq plébéiens. Publius Manlius et son parent Caius Manlius, élu tribun également, prennent le commandement de l'armée dans la campagne contre les Volsques et subissent de sérieux revers.

« Les Manlius, supérieurs en naissance aux plébéiens, en crédit à Julius, furent, avant toute épreuve du sort, avant tout examen, à titre extraordinaire, chargés de la campagne contre les Volsques : ce dont bientôt eux-mêmes et le Sénat, qui leur confiait cette charge, se repentirent. Sans reconnaître le pays, ils envoient des cohortes au fourrage : un faux bruit leur apprend qu’elles sont cernées. Pour les secourir, ils marchent à la hâte, sans même retenir l’auteur de la nouvelle, un ennemi latin, qu’ils croient soldat romain et qui les abuse : ils se jetèrent dans une embuscade. Là, tandis qu’ils se maintiennent dans une position désavantageuse par la seule vaillance des soldats, qui tuent et se font tuer, ailleurs le camp romain, assis dans la plaine, est assailli par l’ennemi. Des deux côtés, la témérité, l’ignorance des généraux trahirent les armes romaines : ceux qui purent survivre de la fortune de l’empire ne durent leur salut qu’à la vaillance du soldat qui tint ferme, même sans chef. »

— Tite-Live, Histoire romaine, VI, 30, 3-6.

### Dictature (368)
En 368 av. J.-C. sont élus six tribuns consulaires mais la crise politique engendrée par la lutte des tribuns de la plèbe Caius Licinius Stolon et Lucius Sextius Lateranus qui défendent un projet de loi visant à plus d'égalité entre plébéiens et patriciens pousse ces derniers à recourir à un dictateur. Ils nomment Marcus Furius Camillus mais celui-ci ne parvient pas à faire fléchir la résolution des tribuns de la plèbe malgré sa menace de lever une armée et d'enrôler tout le peuple sous l'autorité militaire. Camille démissionne de sa dictature pour d'obscures raisons, à cause d'un défaut de procédure ou cédant face aux menaces d'amende des tribuns plébiens. Ces derniers profitent des quelques jours avant la nomination d'un nouveau dictateur pour réunir le peuple en assemblée. Publius Manlius Capitolinus est nommé dictateur et se montre favorable aux plébéiens en choisissant Caius Licinius Calvus pour maître de cavalerie, premier plébéien à accéder à cette fonction.

### Second tribunat consulaire (367)
En 367 av. J.-C., il est de nouveau élu tribun consulaire avec cinq collègues patriciens. Auparavant, les tribuns de la plèbe Caius Licinius et Lucius Sextius qui ont été élus dix fois consécutives sont parvenus à faire voter une première loi imposant que le collège des décemvirs chargés des cérémonies sacrées soit pour moitié constitué de plébéiens. Les tribuns consulaires poursuivent le siège de Velitrae lorsqu'une bande de Gaulois fait irruption dans la campagne romaine. Pris au dépourvu, les Romains nomment un dictateur, Marcus Furius Camillus, dont c'est la cinquième dictature. Il repousse les Gaulois et obtient l'honneur de célébrer un triomphe,. Avant de démissionner, Camille cède et permet l'adoption des lois licinio-sextiennes.